# اد سیمن
اد سیمن (انگلیسی: Ed Seeman) با نام مستعار ادواردو سِمانو کارتونیست، پویانما، فیلم‌بردار و تهیه‌کننده تلویزیونی اهل ایالات متحده آمریکا بود. آثار این هنرمند آمریکایی زمینه‌های متفاوتی را شامل می‌شود، از آگهی‌های تبلیغاتی تلویزیونی کارتونی برای کودکان تا فیلم‌های برهنگی هنری و پورنوگرافی هاردکور.
از فیلم‌هایی که وی در آن‌ها نقش داشته است، می‌توان به منحرف‌ها اشاره نمود.